# Algemene verkiezingen in Cambodja (1962)

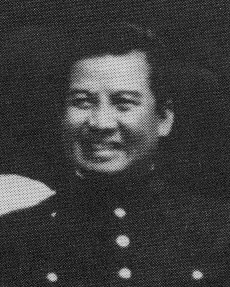
Prins Norodom Sihanouk

De algemene verkiezingen in Cambodja van 1962 vonden op 10 juni van dat jaar plaats en resulteerden in een overwinning voor de regerende Sangkum-partij van prins Norodom Sihanouk, het staatshoofd van Cambodja, die alle 77 zetels in de Nationale Vergadering wist te winnen. De oppositie, gevormd door de Pracheachon-partij, wist geen enkele zetel te winnen en werd in aanloop naar de verkiezingen systematische tegengewerkt door de politie en de geheime dienst.

## Uitslag
| Partij              | Partij  | Zetels | %      |
| ------------------- | ------- | ------ | ------ |
|                     | Sangkum | 77     | 100,00 |
| Totaal              | Totaal  | 77     | 100,00 |
|                     |         |        |        |
| Opkomst             |         |        |        |
| Bron: Nohlen et al. |         |        |        |